# MZ Puppis
MZ Puppis är en ensam stjärna belägen i den mellersta delen av stjärnbilden Akterskeppet. Den har en högsta skenbar magnitud av ca 5,20 och är svagt synlig för blotta ögat där ljusföroreningar ej förekommer. Baserat på parallax enligt Gaia Data Release 3 på ca 0,813 mas beräknas den befinna sig på ett avstånd av ca 4 000 ljusår (ca 1 200 parsec) från solen. Den rör sig bort från solen med en heliocentrisk radialhastighet av ca 36 km/s.

## Egenskaper

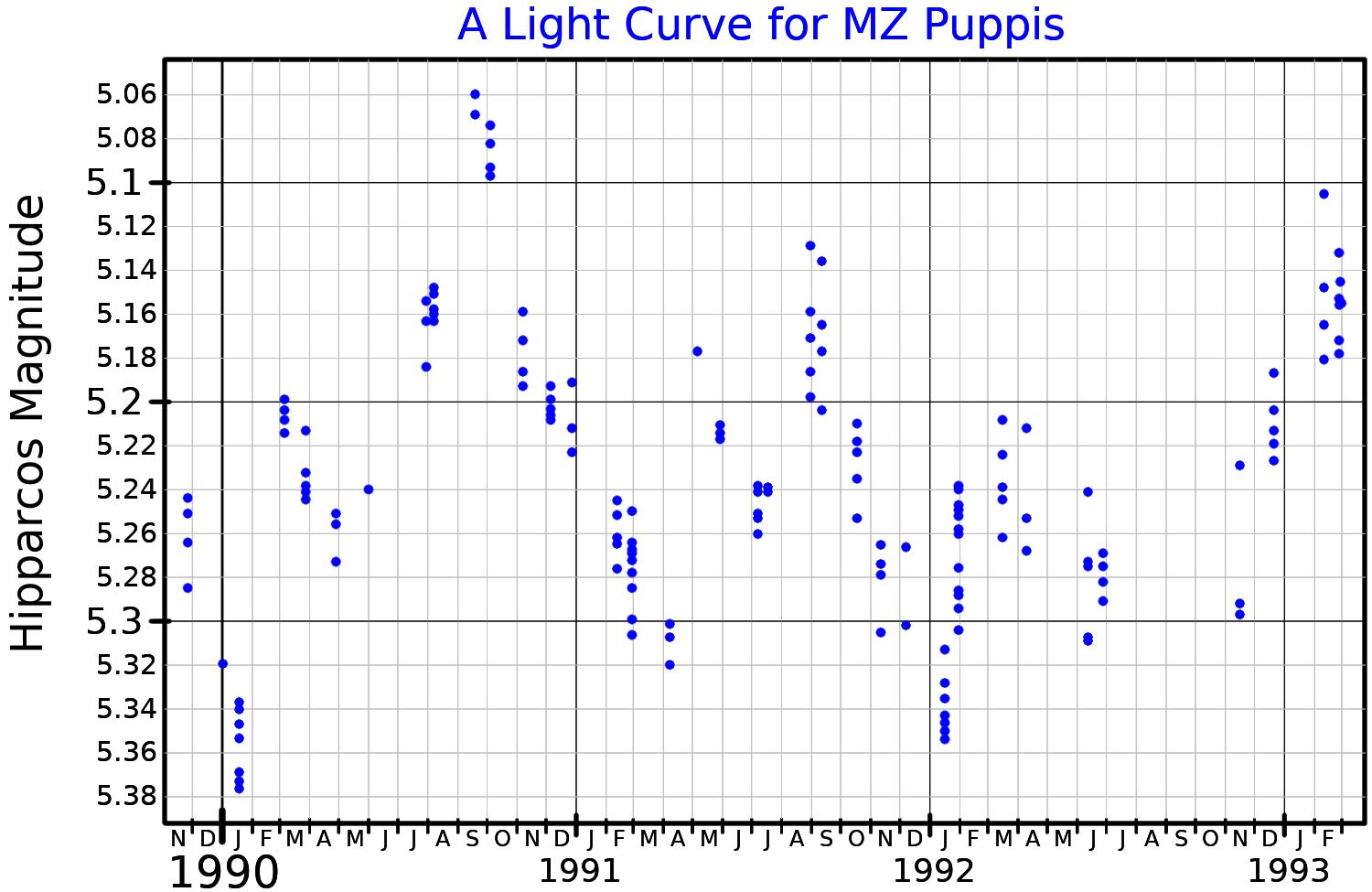
Ljuskurva för MZ Puppis, plottad från Hipparcosdata.

MZ Puppis är en röd superjättestjärna av spektralklass M1 Iab-Ib. Den har en massa av ca 10 solmassor, en radie av ca 400 solradier (liknande Betelgeuse) och har en effektiv temperatur av ca 3 750 K. Stjärnans skenbara magnitud varierar oregelbundet mellan magnituden 5,20 och 5,44 och den kan möjligen klassificeras som en långsam irreguljär variabel.